# Liste der Einträge im National Register of Historic Places im Richland County (Illinois)

Lage des Richland County in Illinois

Die Liste der Einträge im National Register of Historic Places im Richland County in Illinois führt alle Bauwerke und historischen Stätten im Richland County auf, die in das National Register of Historic Places aufgenommen wurden.

## Legende
| NRHP | Historic Place    |
| HD   | Historic District |

## Aktuelle Einträge
| [ 2 ] | Name                             | Bild                             | Eintragsdatum        | Lage                                                                                       | Ort   | Beschreibung |
| ----- | -------------------------------- | -------------------------------- | -------------------- | ------------------------------------------------------------------------------------------ | ----- | ------------ |
| 1     | Elliott Street Historic District | Elliott Street Historic District | 1980 ID-Nr. 80001405 | South Elliott Street zwischen Chestnut Street und South Avenue 38° 43′ 32″ N, 88° 4′ 48″ W | Olney |              |
| 2     | Ambrose Hopkinson House          | Ambrose Hopkinson House          | 2001 ID-Nr. 01000083 | 122 West Elm Street 38° 43′ 44″ N, 88° 5′ 9″ W                                             | Olney |              |
| 3     | Larchmound                       | Larchmound                       | 1980 ID-Nr. 80001406 | 1030 South Morgan Street 38° 43′ 11″ N, 88° 4′ 53″ W                                       | Olney |              |
| 4     | Olney Carnegie Library           | Olney Carnegie Library           | 2002 ID-Nr. 02000037 | 401 East Main Street 38° 43′ 51″ N, 88° 4′ 57″ W                                           | Olney |              |